# Astrocaryum farinosum
Astrocaryum farinosum är en enhjärtbladig växtart som beskrevs av João Barbosa Rodrigues. Astrocaryum farinosum ingår i släktet Astrocaryum och familjen Arecaceae. Inga underarter finns listade i Catalogue of Life.